# Kazimierz Baszniak
Kazimierz Kamil Baszniak (ur. 4 lutego 1895 we Lwowie, zm. kwiecień 1940 w Charkowie) – podpułkownik piechoty Wojska Polskiego, działacz niepodległościowy, kawaler Orderu Virtuti Militari, ofiara zbrodni katyńskiej.

## Życiorys
Urodził się 4 lutego 1895 roku we Lwowie, w rodzinie Leopolda i Genowefy z Gojawiczyńskich. Od 1905 roku uczył się w gimnazjum realnym we Lwowie. W latach 1910–1911 trzech uczniów gimnazjum realnego we Lwowie Aleksander Sokalski, Kazimierz Baszniak i Włodzimierz Siemiuła, zaprojektowało i zbudowało samolot, który prawdopodobnie pozostał tylko na etapie prototypu i nigdy nie odbył lotu. Od 1914 roku należał do Polskich Drużyn Strzeleckich.
Po wybuchu I wojny światowej wstąpił do Legionów Polskich, dostał przydział do 3 kompanii I batalionu 3 pułku piechoty. W 1916 roku służył w stopniu sierżanta jako dowódca 2 plutonu 5 kompanii. Za bohaterskie czyny w czasie walk w czerwcu 1916 roku pod Gruziatynem został odznaczony Orderem Virtuti Militari. W tym samym roku dostał się do niewoli rosyjskiej. 13 sierpnia 1918 roku uciekł z niewoli i wstąpił do 5 Dywizji Strzelców Polskich na Syberii. Dostał się do bolszewickiej niewoli, z której uciekł i w lipcu 1921 roku wrócił do Polski.
W tym samym roku został przyjęty do Wojska Polskiego w stopniu kapitana ze starszeństwem z dniem 1 czerwca 1919 roku. Służył w 40 pułku piechoty we Lwowie. W 1928 roku został mianowany majorem ze starszeństwem z dniem 1 stycznia 1928 roku. W tym czasie zajmował stanowisko obwodowego komendanta Przysposobienia Wojskowego. Później został przesunięty na stanowisko dowódcy batalionu, a w czerwcu 1933 roku na stanowisko kwatermistrza. Na stopień podpułkownika został mianowany ze starszeństwem z 19 marca 1939 i 14. lokatą w korpusie oficerów piechoty. W tym samym czasie pełnił służbę w 7 Okręgowym Urzędzie Wychowania Fizycznego i Przysposobienia Wojskowego w Poznaniu na stanowisku komendanta Okręgu Związku Strzeleckiego Nr VII.

W czasie kampanii wrześniowej 1939 roku – po agresji ZSRR na Polskę – w nieznanych okolicznościach dostał się do niewoli sowieckiej. Przebywał w obozie w Starobielsku. Wiosną 1940 roku został zamordowany przez funkcjonariuszy NKWD w Charkowie i pogrzebany potajemnie w bezimiennej mogile zbiorowej w Piatichatkach, gdzie od 17 czerwca 2000 roku mieści się oficjalnie Cmentarz Ofiar Totalitaryzmu w Charkowie. Figuruje na Liście Starobielskiej NKWD pod poz. 86.
5 października 2007 roku minister obrony narodowej Aleksander Szczygło mianował go pośmiertnie na stopień pułkownika. Awans został ogłoszony 9 listopada 2007 roku w Warszawie, w trakcie uroczystości „Katyń Pamiętamy – Uczcijmy Pamięć Bohaterów”.

## Ordery i odznaczenia
- Krzyż Srebrny Orderu Wojskowego Virtuti Militari nr 5956[16]
- Krzyż Niepodległości (12 maja 1931)[17]
- Krzyż Walecznych (czterokrotnie)
- Złoty Krzyż Zasługi (10 listopada 1928)[18]
- Medal Pamiątkowy za Wojnę 1918–1921[8]
- Medal Dziesięciolecia Odzyskanej Niepodległości[8]
- Odznaka za Rany i Kontuzje[19]
- Odznaka Pamiątkowa Więźniów Ideowych[19]
- Medal Zwycięstwa („Médaille Interalliée”)[4]

## Upamiętnienie
11 listopada 1976 roku „w hołdzie ofierze życia Żołnierzy Polskich, zamordowanych w 1940 roku w Związku Sowieckich Republik” Prezydent RP na Uchodźstwie Stanisław Ostrowski podpisał Zarządzenie, które umożliwiło udekorowanie Pomnika Katyńskiego w Londynie Srebrnym Krzyżem Orderu Wojennego Virtuti Militari.